# Kévin Sireau

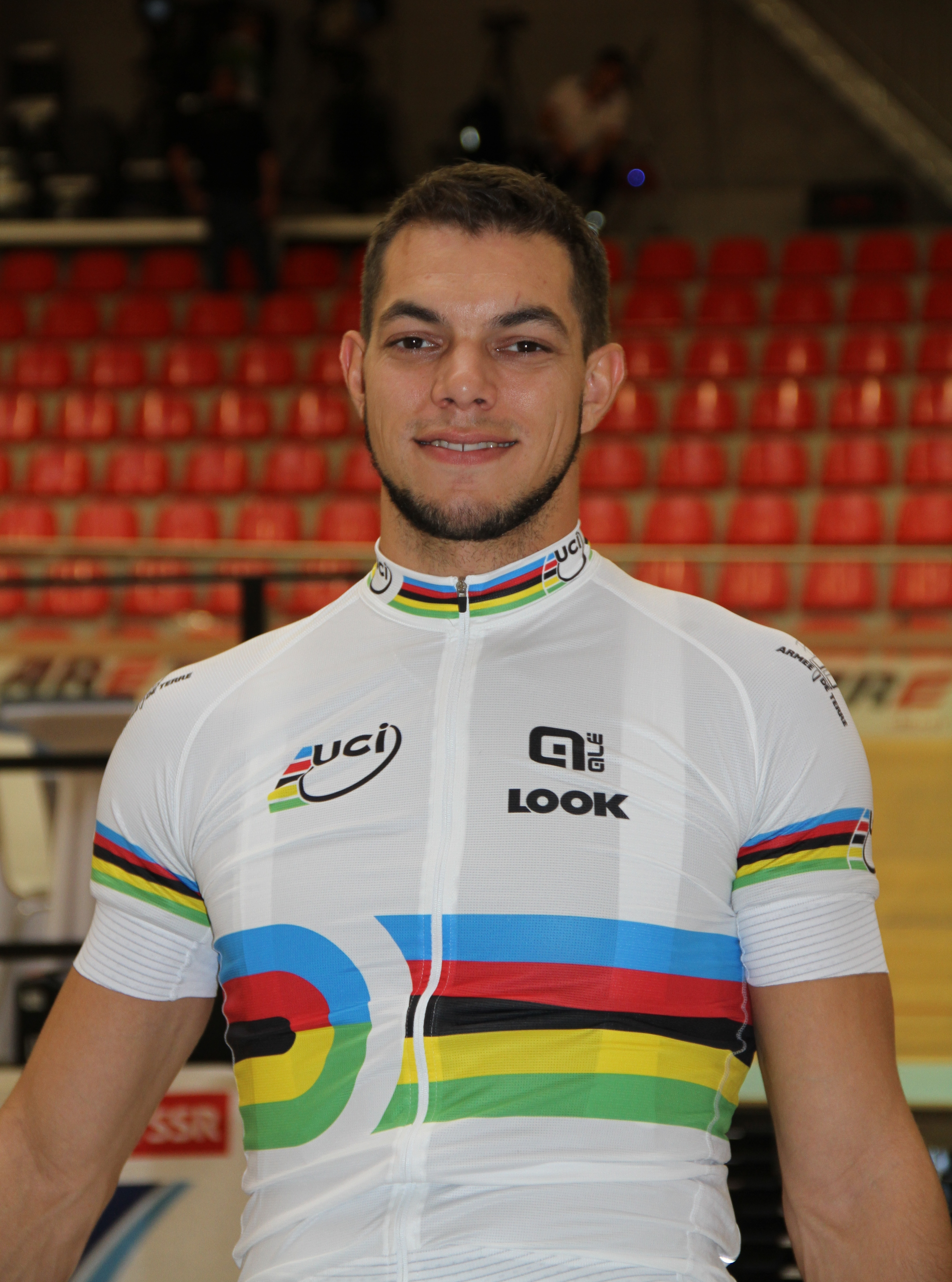
Kévin Sireau (2015)

Kévin Sireau, född 18 april 1987 i Châteauroux, är en professionell bancyklist. Kévin Sireau tävlar i det franska stallet Cofidis, i deras satsning på bancykling. Sireau tog tillsammans med Grégory Baugé och Arnaud Tournant silver i lagsprint under de Olympiska sommarspelen 2008.
Under juniorvärldsmästerskapen 2005 i Wien tog fransmannen silver i lagtempo, 1000 meter tempolopp och individuell sprint.
Under säsongen 2006 slutade han tvåa på nationsmästerskapen, som gick i Hyères, 1000 meter tempolopp. Han vann sprint och keirin under tävlingens gång. Därpå åkte Sireau till världscuptävlingen i Moskva och slutade tvåa i 1000 meter tempolopp och trea i lagsprint tillsammans med Grégory Baugé och Mickaël Bourgain efter Storbritannien och Nederländerna.
Året därpå under en världscuptävling i Los Angeles slutade Baugé, François Pervis och Sireau tvåa i lagsprint efter Storbritanniens lag som bestod av Matthew Crampton, Chris Hoy och Jamie Staff.
De europeiska mästerskapen för U23-cyklister började i mitten av juli 2007 där Sireau slutade tvåa i sprint efter landsmannen Baugé. Han tog också en guldmedalj i keirin. I augusti började de franska nationsmästerskapen och Kévin Sireau slutade tvåa i sprint efter Grégory Baugé.
I slutet av säsongen 2007 tog Sireau tredje platsen i världscupstävlingen i Sydneys lagsprint och tvåa i individuell sprint efter landsmannen Mickaël Bourgain.
I mitten av januari 2008 tog Kévin Sireau tillsammans med Didier Henriette och Arnaud Tournant första platsen i lagsprint i Los Angeles. Två dagar senare slutade Sireau tvåa i sprint efter italienaren Roberto Chiappa. En månad senare åkte fransmannen till Ballerup, Danmark, för en ny världscupstävling. Återigen vann Frankrike lagsprint med Grégory Baugé, François Pervis och Kévin Sireau. Sireau slutade tvåa i sprinttävlingen.
Under de franska nationsmästerskapen vann Sireau både sprint och keirin. Därefter åkte fransmannen till Peking och Olympiska sommarspelen 2008, där han tillsammans med Baugé och Tournant tog silvermedaljen i lagsprint efter Storbritannien.

## Stall
- 2006 Individueel
- 2008 Cofidis, le Crédit Par Téléphone